# كلباء
كلباء هي مدينة تقع في إمارة الشارقة في دولة الإمارات العربية المتحدة. وهي منطقة معزولة عن الشارقة تقع على ساحل خليج عمان شمال عمان. يقع خور كلباء وهو محمية طبيعية جنوب المدينة على الحدود العمانية.
من أشهر المناطق في مدينة كلباء منطقة الخوير، وخور كلباء، ومنطقة سور كلباء، والمحطة وسهيلة، والمصلى والعود، والقادسية، والمفرق والبردي وحطين والبطين والبراحة والقلعة. وهنالك ثلاث قرى تتبع لمدينة كلباء وهن طريف والغيل ووادي الحلو.

## التاريخ
عثر في كلباء على أكوام من الصدف يعود تاريخها إلى الألفية الرابعة قبل الميلاد، بالإضافة إلى بقايا واسعة من حضارة أم النار في العصر البرونزي. كما عثر على مجموعة واسعة ومهمة من النقوش الصخرية إلى الجنوب من كلباء في خطم ملاحة.

### الاحتلال البرتغالي
استولت الإمبراطورية البرتغالية على المدينة في القرن السادس عشر وأشير إليها باسم غلة. حيث كانت جزءًا من سلسلة من المدن المحصنة التي كان على البرتغاليين التحكم فيها للوصول إلى الخليج العربي وخليج عمان، مثل خورفكان، مسقط، صحار، السيب ومطرح.
كان لا يزال يُشار إلى كلباء باسم غلة في وقت مسح لوريمر عام 1906 للخليج العربي وسلطنة عمان، عندما كانت تتألف من حوالي 300 منزل من العريش (سعف النخيل)، لقبائل نقبيين وشرقيين وكنود وعبادلة بالإضافة إلى قبائل. عدد من البلوش والفرس. كانت موطنًا لعشرة قوارب تجارية مع موانئ في الخليج العربي والهند.

## الحكام
- ماجد بن سلطان القاسمي (1871-1900)
- حمد بن ماجد القاسمي (1900–1903)
- سعيد بن حمد القاسمي (1903 - 30 أبريل 1937)
- حمد بن سعيد القاسمي (30 أبريل 1937 - 1951)
- صقر بن سلطان القاسمي (1951-1952 ؛ حاكم الشارقة 1951-1965)

## الموقع الجغرافي
تقع كلباء في الساحل الشرقي لإمارة الشارقة بدولة الإمارات العربية المتحدة - وتحدها إمارة الفجيرة من الشمال ولها حدود مباشرة مع سلطنة عمان.
وقد كانت كلباء إحدى إمارات الساحل المتصالح التي أصبحت فيما بعــد دولة الإمارات العربية المتحدة وكان يحكمها الشيخ حمد بن ماجد القاسمي ومن بعده الشيخ سعيد بن حمد القاسمي والمتوفي في عام 1937 وبعدها إبنه الشيخ حمد بن سعيد القاسمي والذي اُغتيل في عام 1951، ثم انضمت في عام 1952 إلى إمارة الشارقة.
وقــد أُنشئ بها واحداً من أقدم المطارات الموجودة في الخليج العربي، استعمله الإنجليز إبان تواجدهم في المنطقة كقاعدة عسكرية أثناء الحرب العالمية الثانية.
يحكمها حاليا القواسم وهم الذين يحكمون كلا من إماراتي الشارقة ورأس الخيمة.
ويبلغ عدد سكان كلباء حاليا حوالي ست وخمسون ألف نسمة.
هناك العديد من الأماكن التي يمكن زيارتها خلال زيارتكم لهـذه المدينة مثل حصن كلباء ومتحف كلباء (بيت الشيخ سعيد بن حمد القاسمي)، وحصن الزعاب في خور كلباء وقلعة الغيل الأثرية ويوجد في كلباء ناديان رئيسيان هما نادي اتحاد كلباء الرياضي الثقافي والذي يضم العديد من المرافق الرياضية الهامة للشباب ونادي فتيات كلباء وهو يختص بالأنشطة الرياضية والاجتماعية الخاصة بالفتيات كذلك يوجد هناك مركز فتيات كلباء ومركز الأطفال والفتيات التابع للمجلس الأعلى لشوؤن الأسرة في الشارقة.

## الأماكن السياحية
يوجد في مدينة كلباء ثاني أطول نفق جبلي في الدول العربية بعد نفق الملتقى في خورفكان[بحاجة لمصدر] وهو النفق الذي يربط بين مدينتي الشارقة وكلباء ويبلغ طوله أكثر من ألف وثلاثمائة متر.
كما يعتبر الخليج الصغير في جنوب كلباء في أقصى البقاع الجنوبية في دولة الإمارات العربية المتحدة على ساحل المحيط الهندي، أقدم غابة استوائية في الجزيرة العربية. وهذه المنطقة الهادئة الجميلة المليئة بغابات الأشجار الخضراء تشكل خلفية رائعة للصخور الكبيرة والأجراف المنحدرة في جبال حجر ذات اللون الأرجواني والمياه الزرقاء الصافية، أما المحمية الطبيعية في خور كلباء القِرم والتي تعتبر كنزاً طبيعياً لا يقدّر بثمن، مساحتها تبلغ 1230 هكتاراً، وبها أشجار يبلغ ارتفاعها ثمانية أمتار.
في داخل هذه المحمية لا يمكن الإحساس بالوحدة، فصوت اندفاع الماء وحركة الحيوانات وأصوات الطيور من كل صوب جعل من هذا المكان عالماً جميلاً مليئا بالحركة والحيوية ويوجد في المحمية جميع أنواع السرطان، التي تحفر جحوراً لتحمي نفسها من طيور النورس والطيور المائية الأخرى التي تعيش في المحمية. وقد جعلت الطيور والحيوانات الموجودة من خور كلباء محمية طبيعية ذات أهمية خاصة للحيوانات المعرضة لخطر الانقراض.
وتعتبر المحمية الطبيعية في كلباء ملجأ رائعا لأنواع مختلفة من الطيور خاصة الطيور المائية مثل البلشون، كما أن طيور القاوند الأبيض التي تواجه خطر الانقراض تفقس فقط في كلباء ويوجد منها الآن 55 زوج فقط، والجهود مبذولة لحماية نوع آخر من الطيور من الانقراض هو طير الشادي المغني وتضع السلاحف الخضراء المهددة بالانقراض أيضاً في جميع أنحاء العالم بيضها في الشاطئ ولكنها بدأت تتأثر بوجود الصيادين والأنشطة الترفيهية فمرافق الترفيه أثرت بدرجة كبيرة على هذا الكنز الطبيعي، لذلك فسوف يتم دعم المحمية بقوة، حيث مُنع بصورة مؤقتة إجراء أي عمليات أو نشاطات وذلك لحماية المنطقة والسماح للطبيعة لتجديد ذاتها.
وعلى المدى الطويل يمكن لأشجار وغابات خور كلباء أن تنمو لتكون قبلة للزائرين والسياح ومرفقاً للبحوث العلمية.

### الرقعة الخضراء
تتميز مدينة كلباء عن غيرها من مدن الساحل الشرقي باتساع الرقعة الخضراء فيها وتضم مزارع وحدائق ومساحات خضراء كبيرة
كذلك عززت حديقة الشاطئ المعروفة سابقاً باسم «كورنيش كلباء» مكانة المدينة في الساحل الشرقي من حيث اتساع الرقعة الخضراء وتساهم بلدية كلباء في الأنشطة التي تساعد على انتشار الرقعة الخضراء من خلال إقامة معرض الزهور وأسبوع التشجير، كذلك يوجد في كلباء حدائق أخرى مثل «حديقة السدرة» وهي من أقدم الحدائق في كلباء و«حديقة سهيلة» وتقع في منطقة سهيلة المقابلة
لكورنيش كلباء.

### الأماكن الرئيسية
- بحيرة كلباء - افتتحت 2006 بتكلفة 25 مليون درهم.[7]
- نزل الرفراف - من تنفيذ شركة شروق.[8]
- محمية كلباء - تعد من أقدم وأكبر المواقع الطبيعية الخضراء في الساحل الشرقي لدولة الإمارات، تعد مأوى للعديد من الطيور المهددة بالانقراض مثل طائر البلشون والقاوند الأبيض التي تحتضن بيضها في أشجار المحمية الممتدة على مساحة 1230 هكتاراً.[9]
- محمية الحفية - افتتحت في أواخر 2015 بتكلفة وصلت إلى 5 ملايين و 500 ألف درهم.
- مركز كلباء للطيور الجارحة - افتتح في 2014 ويضم المركز 38 نوعاً مختلفاً من الطيور الجارحة منها 14 من الأنواع المقيمة في المنطقة بشكل مستمر مثل البومة والصقر والحر والجير والوكري والقرموشة والشاهين.[10]
- بيت الشيخ سعيد بن حمد القاسمي - تم بناء المنزل في منطقة الحصن في الفترة من 1898 إلى 1901 ويعد من الشواهد التاريخية المهمة في كلباء.[11]
- قلعة كلباء
- قلعة الغيل
- مدينة خور كلباء الأثرية[12]

## معرض الصور

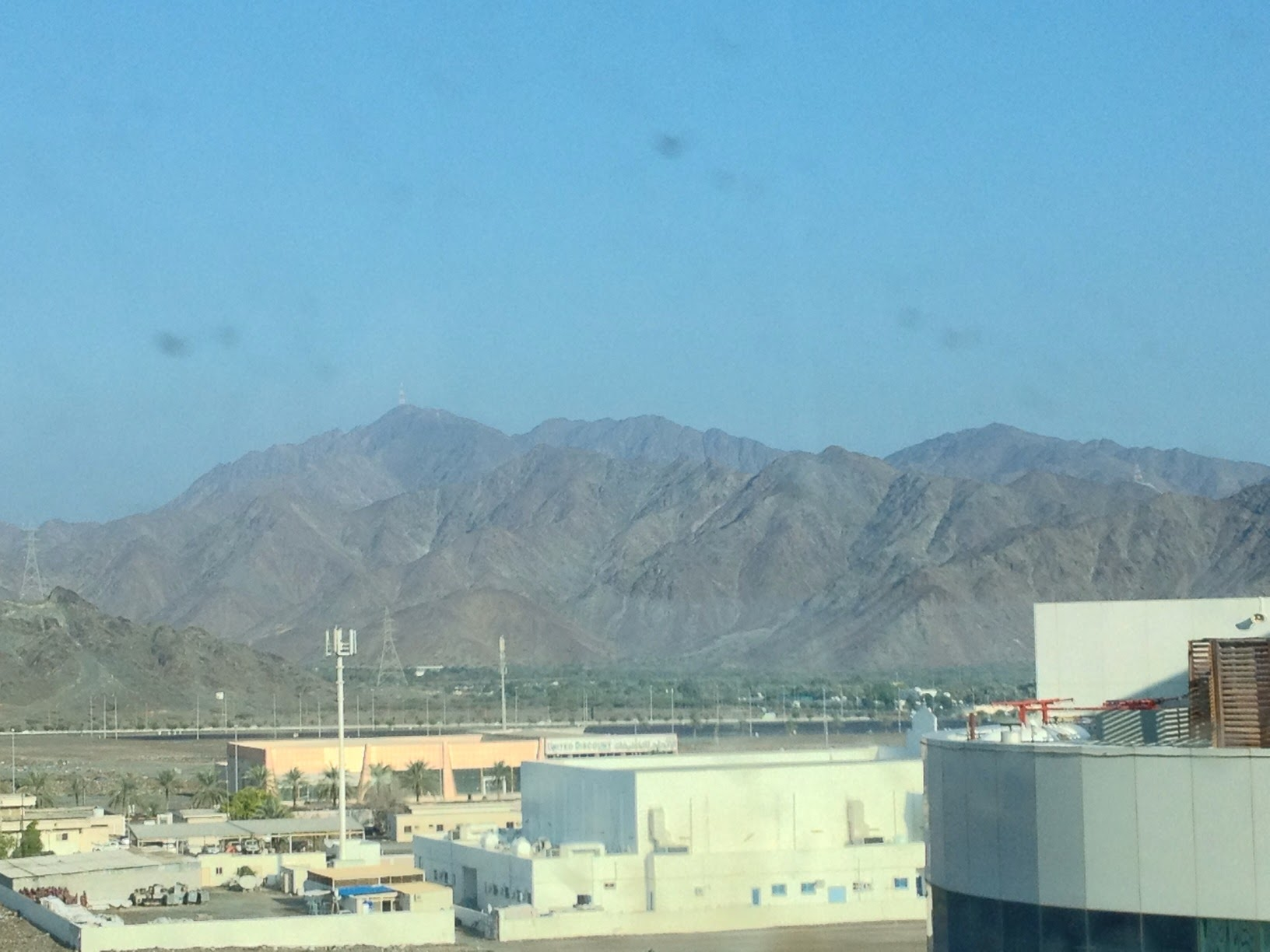
جبال الشميليَّة بالقُرب من كَلباء
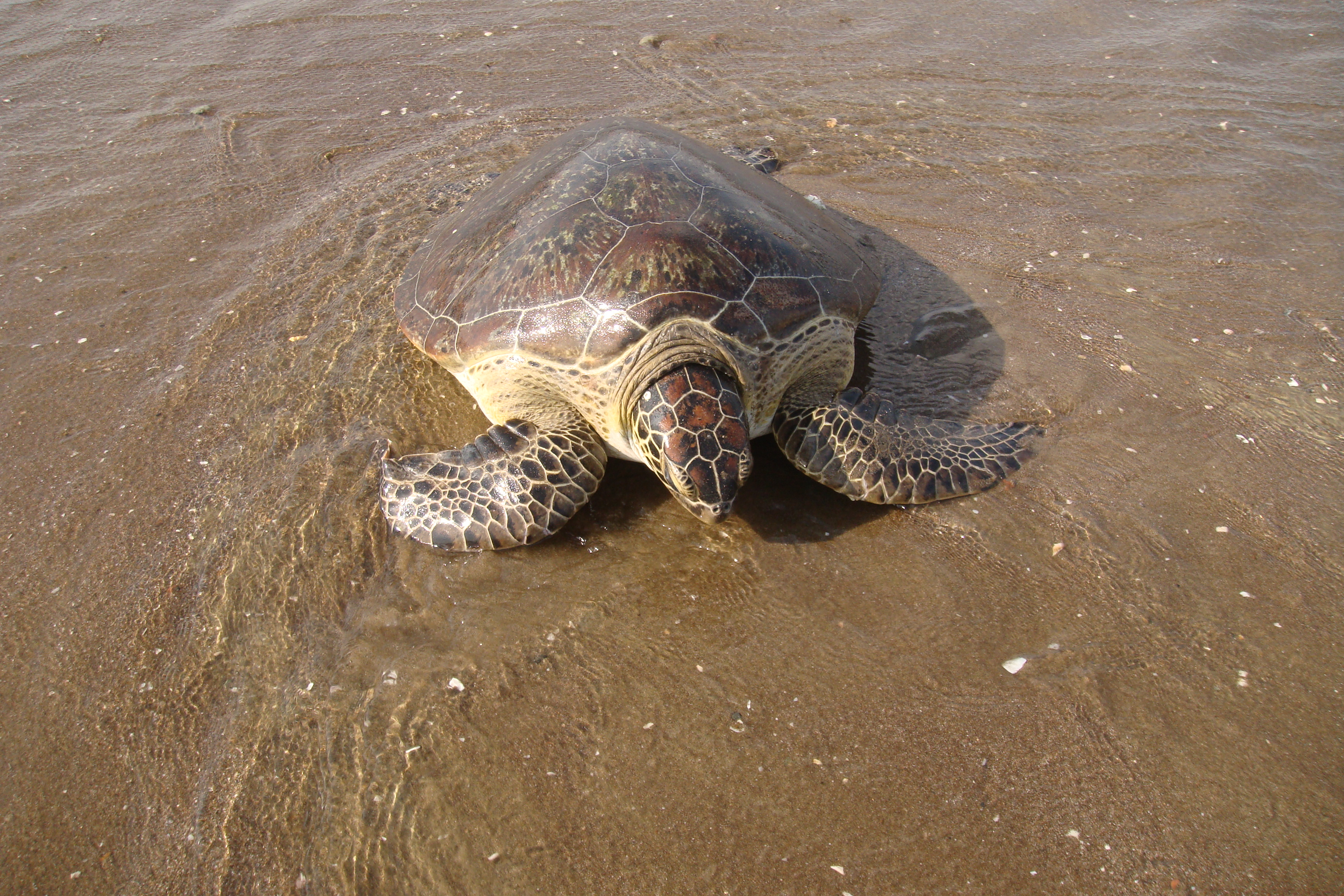
لجأة صقرية المنقار